# Captain Kidd (1945)
Captain Kidd alias Captain Kidd, Adventures on the High Seas is een Amerikaanse piratenfilm uit 1945 onder regie van Rowland V. Lee. De filmmuziek van Werner Janssen werd in 1946 genomineerd voor een Academy Award. De film werd publiek domein in 1972 omdat de rechthebbenden het auteursrecht lieten verlopen.

## Rolverdeling
| Acteur           | Personage                |
| ---------------- | ------------------------ |
| Charles Laughton | Kapitein William Kidd    |
| Randolph Scott   | Adam Mercy / Adam Blayne |
| Barbara Britton  | Lady Anne Dunstan        |
| John Carradine   | Orange Povey             |
| Gilbert Roland   | Jose Lorenzo             |
| John Qualen      | Bart Blivens             |
| Sheldon Leonard  | Cyprian Boyle            |
| William Farnum   | Kapitein Rawson          |
| Henry Daniell    | Willem III van Oranje    |
| Reginald Owen    | Cary Shadwell            |